# 12 x 5
12 x 5 is het tweede album van The Rolling Stones dat in de Verenigde Staten is uitgegeven. Het album is uitgebracht in 1964, als vervolg op het grote succes van hun debuutalbum The Rolling Stones in het Verenigd Koninkrijk en de veelbelovende verkoop van zijn Amerikaanse vervanger: England's Newest Hit Makers.
Het album bevat net als het voorgaande album vooral R&B-covers. Het album heeft drie eigen geschreven nummers door Mick Jagger en Keith Richards.
Na een serie sessies in Chicago in juni 1964 gaf hun label Decca Records de ep Five by Five uit. Omdat ep's in de VS meestal niet winstgevend waren heeft London Records, de toen Amerikaanse uitgever, de nummers van de ep verspreid over het complete album. Er werden zeven nummers toegevoegd om een album te creëren van 12 nummers gespeeld door 5 muzikanten, vandaar de titel: 12 x 5. Decca gebruikte dezelfde cover (behalve de letters) voor het tweede in het Verenigd Koninkrijk uitgegeven album The Rolling Stones No. 2, uitgebracht in begin 1965.
12 x 5 was een snellere verkoper dan het album England's Newest Hit Makers. 
Het bereikte #3 en werd snel goud.
In augustus 2002 werd 12 x 5 herdrukt en geremasterd en werd een sacd-Digi-pack, vervaardigd door ABKCO Records.

## Nummers
1. Around and Around (Chuck Berry) – 3:03
2. Confessin' the Blues (Jay McShann/Walter Brown) – 2:47
3. Empty Heart (Nanker Phelge) – 2:37
4. Time Is on My Side (Norman Meade) – 2:53
  - Dit is de versie met een orgelintro, de versie met een gitaarintro verscheen op The Rolling Stones No. 2
5. Good Times, Bad Times (Jagger/Richards) – 2:30
  - Uitgegeven op de B-kant van de single: It's All Over Now
6. It's All Over Now (Bobby Womack/Shirley Jean Womack) – 3:26
7. 2120 South Michigan Avenue (Nanker Phelge) – 3:38
8. Under the Boardwalk (Arthur Resnick en Kenny Young) – 2:46
  - Verscheen ook op The Rolling Stones No. 2
9. Congratulations (Jagger/Richards) – 2:29
10. Grown Up Wrong (Jagger/Richards) – 2:05
  - Verscheen ook op The Rolling Stones No. 2
11. If You Need Me (Robert Bateman/Wilson Pickett) – 2:04
12. Susie Q (Eleanor Broadwater/Stan Lewis/Dale Hawkins) – 1:50
  - Verscheen ook op The Rolling Stones No. 2

Around and Around, Confessin' the Blues, Empty Heart, 2120 South Michigan Avenue en If You Need Me staan ook op Five by Five.

## Bezetting
- Mick Jagger - leadzang, mondharmonica, percussie
- Keith Richards - gitaar, zang
- Brian Jones - akoestische gitaar, slaggitaar, tamboerijn, zang, mondharmonica
- Charlie Watts - drums, percussie
- Bill Wyman - basgitaar, zang

- Ian Stewart - piano, orgel

## Hitlijsten

### Album
| Jaar | Hitlijst             | Notering |
| ---- | -------------------- | -------- |
| 1964 | Billboard Pop Albums | 3        |

### Singles
| Jaar | Single             | Hitlijst          | Notering |
| ---- | ------------------ | ----------------- | -------- |
| 1964 | It's All Over Now  | UK Singles Chart  | 1        |
| 1964 | It's All Over Now  | Billboard Hot 100 | 26       |
| 1964 | Time Is on My Side | Billboard Hot 100 | 6        |